# Société des Missions-Étrangères du Québec
La Société des Missions-Étrangères du Québec (Societas pro missionibus exteris provinciae Quebecensis) est une société cléricale de vie apostolique de droit pontifical. Les membres de la société ajoutent à leur nom P.M.E.

## Histoire
Mgr de Montmorency-Laval, premier évêque du Canada, qui avait précédemment contribué à la fondation de la Société pour les missions étrangères de Paris, voulait que le premier séminaire construit au Québec fût appelé Séminaire pour les missions étrangères.
Les premières tentatives de fonder une société missionnaire originaire du Canada francophone remontent à 1889 de la part de Mgr Fabre, archevêque de Montréal, mais c'est véritablement Mgr Bégin, archevêque de Québec, qui le 2 février 1921 est à l'origine de l'accomplissement de l'œuvre, afin de répondre à l'appel lancé par le pape Benoît XV par sa lettre apostolique Maximum illud du 30 novembre 1919, concernant l'urgence de la mission. Le 11 mai 1921, Mgr Bruchési, archevêque de Montréal, nomme le premier supérieur général de la société en la personne du chanoine Joseph-Avila Roch, chanoine de la cathédrale de Joliette, et le 7 septembre 1924 le premier séminaire est béni à Pont-Viau, près de Laval.
La première mission confiée aux pères des missions de Québec est en Mandchourie en 1925, accueillis par Mgr Jean-Marie Blois M.E.P. La société est érigée canoniquement par Mgr Georges Gauthier, archevêque de Québec, le 6 janvier 1925 et ses constitutions sont approuvées définitivement par le Saint-Siège, le 11 septembre 1925. En 1937, la préfecture apostolique de Lintong en Mongolie-Intérieure leur est confiée.

## Activité et diffusion
Juridiquement, la société dépend de la Congrégation pour l'évangélisation des peuples. Les membres de la société se dévouent essentiellement à l'œuvre d'évangélisation des non-chrétiens.
Les pères des missions de Québec sont présents en Afrique (Kenya, à Nairobi et notamment en territoire Masaï), dans les Amériques (au Canada, depuis 1992 au Brésil à Manaus et ses environs, depuis 1962 au Chili, depuis 1955 au Honduras, depuis 1956 au Pérou), en Asie (depuis 1995 au Cambodge, en Chine notamment à Hong Kong, depuis 1937 aux Philippines, depuis 1948 au Japon),. La maison généralice se trouve à Laval.
Au 31 décembre 1998, la société comptait 207 membres. Au 31 décembre 2008, la société comptait 12 maisons et 171 membres, dont 143 prêtres. Au 31 décembre 2013, elle comptait 11 maisons et 125 membres, dont 118 prêtres avec quatre séminaristes (un originaire du Brésil, un originaire du Venezuela et deux originaires du Salvador). Les séminaristes sont envoyés faire leurs études à Nairobi au Kenya. Depuis 2003, la société intègre des missionnaires associés pour des durées déterminées. En 2013, ils sont au nombre de 47 (45 laïcs et 2 prêtres).

## Supérieurs généraux
- Joseph-Avila Roch (16 août 1932 – 11 juillet 1938)
- Edgar Larochelle (藍德) (11 septembre 1938 – 19 février 1958)
- Gilles Joseph Napoléon Ouellet (19 février 1958 – 19 septembre 1967) (plus tard évêque)
- Viateur Allary (19 septembre 1967 – 5 juillet 1973)
- André Vallée (5 juillet 1973 – 5 juin 1979) (plus tard évêque)
- Jean-Louis Martin (5 juin 1979 – 28 mai 1985)  (plus tard évêque)
- Pierre Samson (28 mai 1985 – 28 mai 1991)
- François Lapierre  (18 mai 1991 – 7 avril 1998) (plus tard évêque)
- Roland Laneuville (1998 – 28 avril 2008)
- Guy Charbonneau (28 avril 2008 – 26 janvier 2013) (plus tard évêque)
- Martin Laliberté, P.M.E. (7 mai 2013 - 2019) (plus tard évêque)
- Roland Laneuville (depuis 2019)